# Erlenmeyer

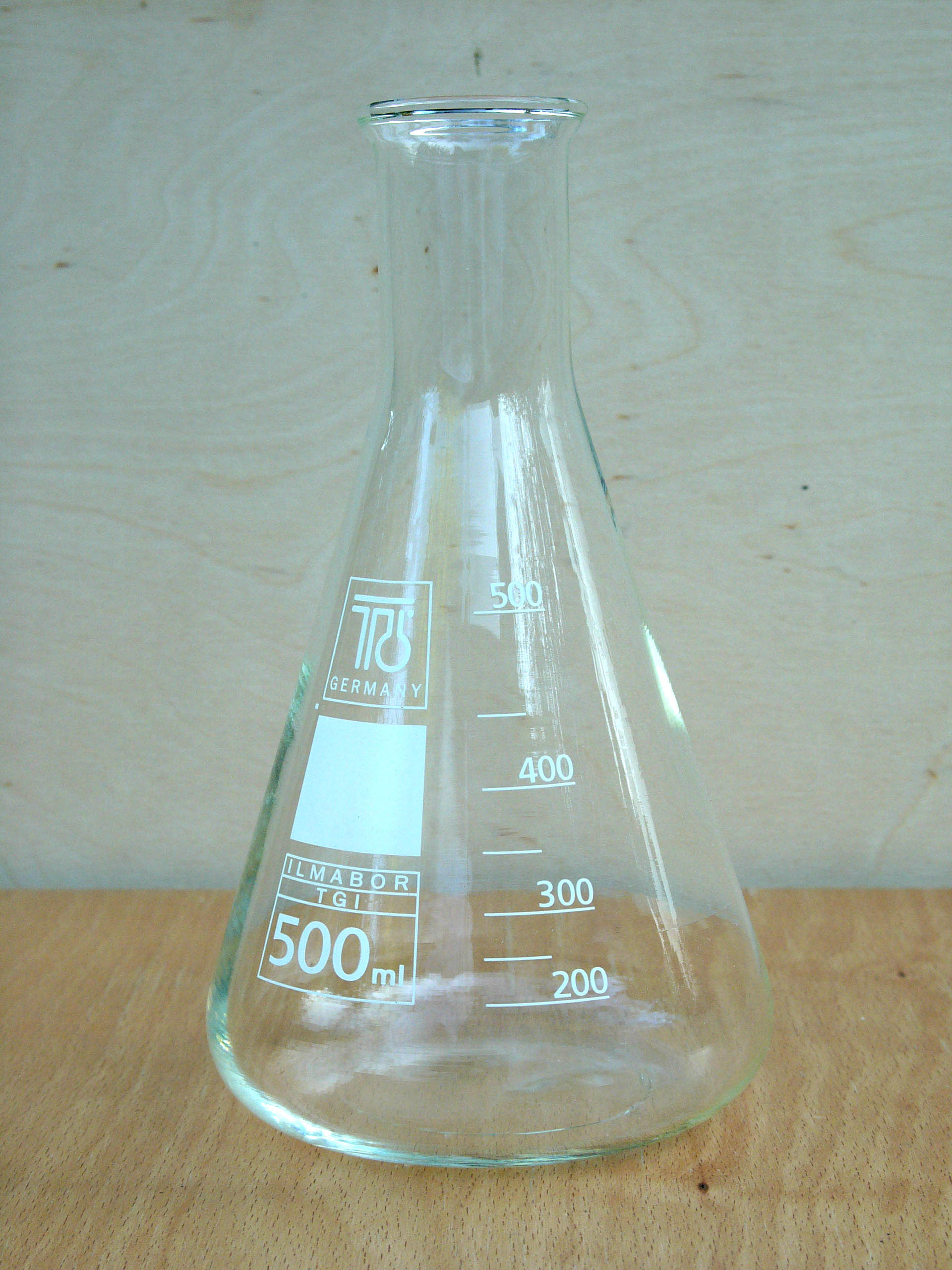
Een standaard erlenmeyer van 500 ml

Een erlenmeyer is een stuk laboratoriumglaswerk, een kegelvormige fles met een cilindrische hals. De fles is vernoemd naar zijn uitvinder, Emil Erlenmeyer. De erlenmeyer wordt in de scheikunde bij vele proeven gebruikt.

## Bouw
De hals is cilindrisch en kan wijd of nauw, geslepen of ongeslepen zijn. De erlenmeyer wordt in laboratoria veel gebruikt om reacties in uit te voeren. De platte bodem is bij verhitten minder sterk dan de ronde bodem van een rondbodemkolf, maar geeft de erlenmeyer wel het voordeel dat men hem gewoon weg kan zetten of bijvoorbeeld op een verwarmde plaat kan plaatsen. Vergeleken met het bekerglas vinden er door de nauwere hals en het kleinere vloeistofoppervlak minder verdampingsverliezen plaats.
Erlenmeyers bestaan in diverse kwaliteiten en glasdikten, en in maten van enkele milliliters tot vele liters.
De variant met een geslepen hals kan afgesloten worden met een in  dezelfde maat geslepen stop, reden om dit type een stop- of stoppererlenmeyer te noemen. Vanwege het (vroegere) gebruik in de bepaling van het joodadditiegetal wordt dit type erlenmeyer ook wel joodadditiekolf genoemd.

## Vacuümerlenmeyer
Een vacuümerlenmeyer of afzuigerlenmeyer is een erlenmeyer van heel dik glas die bedoeld is om in een onderdruk-opstelling te functioneren. Deze wordt bijvoorbeeld gebruikt om een waterstraalpomp aan een opstelling te koppelen met erop een kwikmanometer.